# Marie Curie (film)
Pour film américain de 1943, voir Madame Curie.
Pour les articles homonymes, voir Marie Curie (homonymie).
Pour plus de détails, voir Fiche technique et Distribution.
Marie Curie, aussi connu sous le titre Marie Curie et la lumière bleue (Maria Curie) est un film belgo-franco-germano-polonais réalisé par Marie Noëlle sorti en 2016, et inspiré de la vie de Marie Curie.

## Synopsis
1903. Le prix Nobel de physique est décerné pour la première fois à une femme, Marie Curie, ainsi qu'à son mari Pierre. Peu de temps après, Pierre meurt dans un tragique accident et Marie, alors trentenaire, doit s'occuper seule de leurs deux filles. Mais loin de se laisser abattre, elle poursuit les travaux de recherche du couple dans un monde essentiellement masculin et devient la première femme titulaire d'une chaire à la Sorbonne, à Paris. Après une longue période de deuil, elle tombe amoureuse d'un homme marié, le physicien Paul Langevin. Leur relation éclate au grand jour et provoque un énorme scandale...

## Fiche technique
- Titre français : Marie Curie
- Autre titre francophone : Marie Curie et la lumière bleue
- Titre allemand : Marie Curie
- Autre titre allemand : Marie Curie und das blaue Licht
- Titre polonais : Maria Curie
- Autre titre polonais : Maria Skłodowska-Curie
- Réalisation : Marie Noëlle
- Scénario : Marie Noëlle, Andrea Stoll
- Société de Production :
- Musique : Bruno Coulais
- Photographie : Michał Englert
- Montage : Lenka Fillnerova, Hans Horn, Marie Noëlle, Isabelle Rathery
- Costumes : Dorota Budna
- Pays d'origine :  Allemagne,  Belgique,  France,  Pologne
- Format :
- Genre :  biographique
- Durée : 95 minutes  (1 h 35)
- Date de sortie : 
  -  Allemagne : 2 octobre 2016 (Festival du film de Hambourg)
  -  France : 24 janvier 2018

## Distribution
- Karolina Gruszka : Marie Curie
- Arieh Worthalter : Paul Langevin
- Charles Berling : Pierre Curie
- Izabela Kuna : Bronia Dluska
- Malik Zidi : André Debierne
- André Wilms : Eugène Curie
- Daniel Olbrychski : Émile Hilaire Amagat
- Marie Denarnaud : Jeanne Langevin
- Samuel Finzi : Gustave Téry
- Piotr Głowacki : Albert Einstein
- Jan Frycz : Ernest Solvay
- Sabin Tambrea : August Gyldenstople
- Sasha Crapanzano : Irène, à l'âge de 9 ans
- Rose Montron : Irène, à l'âge de 15 ans
- Adele Schmitt : Ève, à l'âge de 7 ans